# Ахенские церковные соборы
А́хенские церко́вные собо́ры (фр. conciles d'Aix-la-Chapelle) — в IX веке собрания иерархов Франкского государства в императорском дворце в Ахене.

## ПриКарле Великом(768—814)
- Соборы 789 и 797 годов, утвердившие карловы капитулярии.
- Собор октября 799 года, признавший учение Феликса Урхельского ересью.
- Собор июля 800 года, обсуждавший дело Феликса Урхельского.
- Собор 802 года о дисциплине духовных лиц, — предписавший духовным лицам ремонтировать храмы, проповедовать по воскресеньям и праздникам, не пьянствовать и не посещать гостиниц, не входить в житейские обязательства, совершать обедни не иначе, как в церквях, и не оставлять своих приходов, переходя в другие.
- Собор 809 года, постановивший, что «Святой Дух нисходит не от одного Бога-Отца, но и от Сына», — о так называемом добавлении Филиокве.

## Соборы приЛюдовике I Благочестивом(814—840)
- Соборы, реформировавшие службу монастырей:
  - собор 816 года, выработавший 145 правил, обязательных для каноников, и 28 для монахинь;
  - собор 817 года;
  - соборы 818—819 годов.
- Собор 828 года, покончивший с беспорядками среди придворных Людовика, обличаемых аббатом Вала́.
- Собор 836 года, ставший великим и завершивший усилия франкского правительства для поддержания правления с помощью правил веры.

## Другие
- Соборы 859—861 годов о расторжении браков:
  - собор января 860 года — о разводе Лотаря II и Теутберги.
- Собор 1022 года о раздоре двух епископов.

С течением времени Ахен утратил своё правительственное значение, возвеличились другие города — Париж, Реймс, Вормс, где стало удобнее проводить торжественные собрания, и епископы которых приобретали всё больший авторитет.